# Heinrich I. (Geldern)
Heinrich I. von Geldern (* um 1117; † 27. Mai oder 10. September 1182) war Graf von Geldern und Zutphen.
Er war der Sohn des Grafen Gerhard II. von Geldern († 1131) und Ermgard von Zutphen († 1138). Von seinem Vater erbte er die Grafschaft Geldern, von seiner Mutter die Grafschaft Zutphen.
Er schob durch Rodungen einen großen Keil in das Utrechter Bistumsgebiet, musste aber auf holländischen Druck hin ein Bündnis mit der Stadt Utrecht gegen den Bischof aufgeben.
Um 1135 heiratete er Agnes von Arnstein, ihr gemeinsamer Sohn und Erbe war Graf Otto I. von Geldern.
Heinrich liegt im Kloster Kamp begraben.

## Nachkommen
- Gerhard III ⚭ Ida von Elsass, Tochter von Matthäus von Elsass, Gräfin von Boulogne
- Otto
- Agnes ⚭ Heinrich IV von Namur-Luxemburg
- Adelheid ⚭ Gerhard II. von Loon
- Margaretha ⚭ Engelbert I. von Berg